# Marie N
Marija Naumova, poznata kao i Marie N je latvijska pjevačica poznata po pobjedi na Pjesmi Eurovizije 2002. s pjesmom "I Wanna" osvojivši 176 bodova, 12 bodova više od malteškog predstavnika i tako odvela Eurosong u Rigu.

## Životopis
Marija Naumova (23. lipnja 1973., Latvija) je latvijska pjevačica koja nastupa pod umjetničkim imenom Marie N. 2002. pobijedila je na Pjesmi Eurovizije 2002. s pjesmom "I Wanna".
Naumova je otkrivana kod mnogih latvijskih glazbenika i 1994. je sudjelovala u jednom latvijskom TV showu za talente. Nije pobijedila, ali ju je publika dobro prihvatila.
Njen prvi album je bio cjelovito na ruskom jeziku. Izdan je 2000. i poznat je po hitu "Hey Boy, Follow Me" (Hej dečko, slijedi me).

## Pjesma Eurovizije 2002.
2002. u estonskom Tallinnu predstavlja Latviju s pjesmom "I Wanna" (Želim). Na eurovizijskoj pozornici plesala je s oba spola, posebno sa striperima. Pjesma se svidjela gledateljima te je s 176 bodova odvela Eurosong u Rigu. Zanimljivo je i to prva pobjednička eurovizijska pjesma koja nije postala popularna izvan granica svoje države. Ni u Latviji nikad nije bila među Top 30 pjesama.

## Pjesma Eurovizije 2003.
2003. je vodila Eurosong u Rigi zajedno s Renarsom Kaupersom koji je predstavljao Latviju na Pjesmi Eurovizije 2000.

## Poslije Eurovizije
Poslije uspjeha na Euroviziji glumila je u latvijskom mjuziklu The Sound Of Music (Zvuk glazbe). Objavila je album "On my own" koji je postigao velik uspjeh u Latviji, Francuskoj, Ujedinjenom Kraljevstvu i Portugalu.

## Privatni život
Marie N je studirala pravo na Sveučilištu Latvije. I dalje je jako popularna u Latviji te je često u žirijima glazbenih TV emisija.